# فانادوسين
فانادوسين هو مركب فاناديوم عضوي صيغته الكيميائية C10H10V، ويوجد على هيئة بلورات بنفسجية. ينتمي المركب كيميائياً إلى مجموعة الميتالوسينات.

## التحضير
حضر المركب أول مرة سنة 1954 من جوفري ولكنسون وزملائه عن طريق اختزال ثنائي كلوريد الفانادوسين بفلز الألومنيوم.
يمكن تحضير المركب من تفاعل حلقي بنتاديينيد الصوديوم مع المعقد الناتج من تفاعل كلوريد الفاناديوم الثلاثي مع الزنك في وسط من رباعي هيدرو الفوران:
{\displaystyle \mathrm {4\ VCl_{3}+12\ THF\ \rightarrow \ 4\ [VCl_{3}\ 3\ THF]{\xrightarrow[{}]{2\ Zn}}\ [V_{2}Cl_{3}(THF)_{6}]_{2}[Zn_{2}Cl_{6}]\ } }
{\displaystyle \mathrm {[V_{2}Cl_{3}(THF)_{6}]_{2}[Zn_{2}Cl_{6}]\ +\ 8\ Na(C_{5}H_{5})\ \rightarrow \ 4\ V(C_{5}H_{5})_{2}} }

## الخواص
يوجد المركب في الشروط القياسية على هيئة صلب بلوري بنفسجي. يحتوي المعقد على 15 إلكترون تكافؤ، وهو ذو نشاط كيميائي كبير، ويتفاعل مع عدد من الكواشف الكيميائية بسهولة، مثلما هو الحال في المثال التالي حيث يتشكل معقد للفانادوسين مع حلقي بروبين: